# RDNA 3
RDNA 3 é uma microarquitetura de GPU projetada pela AMD, lançada com a série Radeon RX 7000 em 13 de novembro de 2022.

## Background
Em 9 de junho de 2022, a AMD realizou seu Dia do Analista Financeiro, onde apresentou um roteiro de GPU do cliente que continha menção ao RDNA 3 chegando em 2022 e RDNA 4 chegando em 2024. A AMD anunciou aos investidores sua intenção de alcançar um aumento de desempenho-por-watt de mais de 50% com RDNA 3 e que a próxima arquitetura seria construída usando empacotamento de chiplet em um processo de 5 nm.
Uma prévia do RDNA 3 foi incluída no final do evento de lançamento do Ryzen 7000 da AMD em 29 de agosto de 2022. A prévia incluía RDNA 3 rodando a jogabilidade de Lies of P, a CEO da AMD, Lisa Su, confirmando que um design de chiplet seria usado, e um uma visão parcial do design de referência da AMD para uma GPU RDNA 3.
Detalhes completos da arquitetura RDNA 3 foram revelados em 3 de novembro de 2022 em um evento em Las Vegas.

## Detalhes arquitetônicos

### Embalagem de chips
Pela primeira vez em uma GPU de consumo, o RDNA 3 utiliza chips modulares. Anteriormente, a AMD teve grande sucesso com o uso de chips em seus desktops Ryzen e processadores de servidor Epyc.
A decisão de mudar para uma microarquitetura de GPU baseada em chips foi liderada pelo vice-presidente sênior da AMD, Sam Naffziger, que também liderou a iniciativa de chips com Ryzen e Epyc. O desenvolvimento da arquitetura de chiplet RDNA 3 começou no final de 2017, com Naffziger liderando a equipe gráfica da AMD no esforço.

#### Memory Cache Dies (MCDs)
Com respectivos 2,05 bilhões de transistores, cada Memory Cache Die (MCD) contém grandes blocos de cache L3 e duas interfaces de memória física GDDR6 de 32 bits para uma interface combinada de 64 bits por MCD. A Radeon RX 7900 XTX possui um barramento de memória de 384 bits através do uso de seis MCDs, enquanto a RX 7900 XT possui um barramento de 320 bits devido aos seus cinco MCDs.

#### Chiplets interconectados
As interconexões de chiplets têm uma largura de banda de 5,3 TB/s.

#### Nó de processo
De acordo com Naffziger, o cache e a SRAM não são escalonados tão linearmente quanto a lógica em nós avançados como o N5 em termos de densidade e consumo de energia, portanto, podem ser fabricados no nó N6 mais barato e mais maduro. O uso de matrizes de chips menores em vez de uma matriz monolítica grande é benéfico para maximizar o rendimento do wafer, pois mais matrizes podem ser instaladas em um único wafer.

### Unidades de computação
O RDNA 3 inclui ALUs de shader de dois problemas aprimoradas com a capacidade de executar duas instruções por ciclo. Ele pode conter até 96 unidades de computação gráfica que podem fornecer até 61 TFLOPS de computação.
RDNA 3 tem aceleração de IA dedicada com instruções Wave MMA (matriz multiplicar-acumular), que podem melhorar o desempenho baseado em IA em 2,7x e também beneficia instruções de rastreamento de raio, semelhantes aos núcleos Tensor da Nvidia.

### Ray tracing
Cada unidade de computação RDNA 3 contém um acelerador de traçado de raio. O número geral de aceleradores de ray tracing aumentou devido ao maior número de unidades de computação, embora o número de aceleradores de ray tracing por unidade de computação não tenha aumentado em relação ao RDNA 2.

### Clock speeds
O RDNA 3 foi projetado para suportar altas velocidades de clock. No RDNA 3, as velocidades de clock foram desacopladas com o front-end operando a uma frequência de 2,5 GHz enquanto os shaders operam a 2,3 GHz. Os shaders operando em uma velocidade de clock mais baixa proporcionam até 25% de economia de energia de acordo com a AMD e a velocidade de clock do shader do RDNA 3 ainda é 15% mais rápida que a do RDNA 2.

### Subsistema de cache e memória
As GPUs RDNA 3 usam memória GDDR6 em vez do GDDR6X mais rápido devido ao aumento do consumo de energia deste último.
16  MB de Infinity Cache estão incluídos em cada MCD. Teoricamente, cache L3 adicional poderia ser adicionado aos MCDs por meio da tecnologia de empilhamento de matrizes 3D V-Cache da AMD, já que os MCDs contêm pontos de conexão TSV não utilizados.

### Eficiência energética
A AMD afirma que o RDNA 3 atinge um aumento de 54% no desempenho por watt, o que está alinhado com suas afirmações anteriores de aumentos de 50% no desempenho por watt para RDNA e RDNA 2.

### Mecanismo de mídia
RDNA 3 é a primeira arquitetura RDNA a ter um mecanismo de mídia dedicado. Ele é integrado ao GCD e é baseado no núcleo de codificação e decodificação VCN 4.0. O codificador AMF AV1 da AMD é comparável em qualidade ao codificador NVENC AV1 da Nvidia, mas pode lidar com um número maior de fluxos de codificação simultâneos em comparação com o limite de 3 na série GeForce RTX 40.
| Resolução | H.264 | H.265 | AV1 |
| --------- | ----- | ----- | --- |
| 1080p     |       |       |     |
| 1440p     |       |       |     |
| 4K        | 180   | 180   | 240 |
| 8K        | 48    | 48    | 60  |

### Mecanismo de exibição
As GPUs RDNA 3 apresentam um novo mecanismo de exibição chamado "Radiance Display Engine". A AMD elogiou seu suporte para DisplayPort 2.1 UHBR 13.5, oferecendo largura de banda de até 54 Gbit/s para altas taxas de atualização em resoluções de 4K e 8K. DisplayPort 2.1 pode suportar 4K a 480 Hz e 8K a 165 Hz com Display Stream Compression (DSC). O padrão DisplayPort 1.4 anterior com DSC era limitado a 4K a 240 Hz e 8K a 60 Hz.

## Dies Navi 3x
|                                                            |                                                            |                                                            | Graphics Compute Die (GCD) | Graphics Compute Die (GCD) | Graphics Compute Die (GCD)                     | Memory Cache Die (MCD)                                                   |
| Navi 31                                                    | Navi 32                                                    | Navi 33                                                    |                            |                            |                                                | Memory Cache Die (MCD)                                                   |
| Ref.                                                       | Ref.                                                       | Ref.                                                       | [ 8 ]                      |                            |                                                |                                                                          |
| ---------------------------------------------------------- | ---------------------------------------------------------- | ---------------------------------------------------------- | -------------------------- | -------------------------- | ---------------------------------------------- | ------------------------------------------------------------------------ |
| Lançamento                                                 | Lançamento                                                 | Lançamento                                                 | 13 de dezembro de 2022     | 25 de agosto de 2023       | 4 de janeiro de 2023                           | 13 de dezembro de 2022                                                   |
| Codiname                                                   | Codiname                                                   | Codiname                                                   | Plum Bonito                | Wheat Nas                  | Hotpink Bonefish                               | —                                                                        |
| Unidades de computação (processadores Stream) [FP32 cores] | Unidades de computação (processadores Stream) [FP32 cores] | Unidades de computação (processadores Stream) [FP32 cores] | 96 (6144) [12288]          | 60 (3840) [7680]           | 32 (2048) [4096]                               | —                                                                        |
| Processo                                                   | Processo                                                   | Processo                                                   | TSMC N5                    | TSMC N5                    | TSMC N6                                        | TSMC N6                                                                  |
| Transistores                                               | Transistores                                               | Transistores                                               | 45.4B                      | Desconhecido               | 13.3B                                          | 2.05B                                                                    |
| Densidade do transistor                                    | Densidade do transistor                                    | Densidade do transistor                                    | 150.2 MTr/mm2              | Desconhecido               | 65.2 MTr/mm2                                   | 54.64 MTr/mm2                                                            |
| Tamanho da matriz                                          | Tamanho da matriz                                          | Tamanho da matriz                                          | 304.35 mm2                 | 200 mm2                    | 204 mm2                                        | 37.52 mm2                                                                |
| TDP máximo                                                 | TDP máximo                                                 | TDP máximo                                                 | 405 W                      | 263 W                      | 200 W                                          | —                                                                        |
| Produtos                                                   | Consumidor                                                 | Desktop                                                    | - RX 7900 XT - RX 7900 XTX | - RX 7700 XT - RX 7800 XT  | - RX 7600                                      | - RX 7700 XT (3×) - RX 7800 XT (4×) - RX 7900 XT (5×) - RX 7900 XTX (6×) |
| Produtos                                                   | Consumidor                                                 | Mobile                                                     |                            |                            | - RX 7600S - RX 7600M - RX 7600M XT - RX 7700S | —                                                                        |
| Produtos                                                   | Workstation                                                | Desktop                                                    | - W7800 - W7900            |                            | - W7500 - W7600                                | - W7800 (4×) - W7900 (6×)                                                |
| Produtos                                                   | Workstation                                                | Mobile                                                     |                            |                            |                                                | —                                                                        |

## Produtos

### Desktop
| Modelo (Codinome)            | Data de lançamento e preço      | Arquitetura Fab                    | Chiplets (ativo) | Transistores e Tamanho da matriz | Core                      | Core        | Taxa de preenchimento | Taxa de preenchimento | Poder de processamento (TFLOPS) | Poder de processamento (TFLOPS) | Poder de processamento (TFLOPS) | Cache Infinito | Cache Infinito          | Memory  | Memory                  | Memory                       | Memory       | TBP   | Interface de barramento |
| Modelo (Codinome)            | Data de lançamento e preço      | Arquitetura Fab                    | Chiplets (ativo) | Transistores e Tamanho da matriz | Config                    | Clock (MHz) | Textura (GT/s)        | Pixel (GP/s)          | Half                            | Single                          | Double                          | Tamanho (MB)   | Largura de banda (GB/s) | Tamanho | Largura de banda (GB/s) | Tipo e largura do barramento | Clock (MT/s) | TBP   | Interface de barramento |
| ---------------------------- | ------------------------------- | ---------------------------------- | ---------------- | -------------------------------- | ------------------------- | ----------- | --------------------- | --------------------- | ------------------------------- | ------------------------------- | ------------------------------- | -------------- | ----------------------- | ------- | ----------------------- | ---------------------------- | ------------ | ----- | ----------------------- |
| Radeon RX 7600 (Navi 33)     | 25 de maio de 2023 $269 USD     | RDNA 3 TSMC N6                     | —                | 13.3×109 204 mm2                 | 2048:128:64 32:64:32 CU   | 1720 2655   | 220.2 339.8           | 110.1 169.9           | 28.18 43.50                     | 14.09 21.75                     | 0.440 0.680                     | 32             | 476.9                   | 8       | 288                     | GDDR6 128-bit                | 18000        | 165 W | PCIe 4.0 ×8             |
| Radeon RX 7900 GRE (Navi 31) | 27 de julho de 2023 $649 USD    | RDNA 3 TSMC N5 (GCD) TSMC N6 (MCD) | 1 × GCD 4 × MCD  | 57.7×109 ~531 mm2                | 5120:320:192 80:160:80 CU | 1270 2245   | 406.4 718.4           | 243.8 431.0           | 52.02 91.96                     | 26.01 45.98                     | 0.813 1.437                     | 64             | 2250                    | 16      | 576                     | GDDR6 256-bit                | 18000        | 260 W | PCIe 4.0 ×16            |
| Radeon RX 7900 XT (Navi 31)  | 13 de dezembro de 2022 $899 USD | RDNA 3 TSMC N5 (GCD) TSMC N6 (MCD) | 1 × GCD 5 × MCD  | 57.7×109 ~531 mm2                | 5376:336:192 84:168:84 CU | 1500 2400   | 504.0 806.4           | 288.0 460.8           | 64.51 103.2                     | 32.26 51.61                     | 1.008 1.613                     | 80             | 2900                    | 20      | 800                     | GDDR6 320-bit                | 20000        | 315 W | PCIe 4.0 ×16            |
| Radeon RX 7900 XTX (Navi 31) | 13 de dezembro de 2022 $999 USD | RDNA 3 TSMC N5 (GCD) TSMC N6 (MCD) | 1 × GCD 6 × MCD  | 57.7×109 ~531 mm2                | 6144:384:192 96:192:96 CU | 1900 2500   | 729.6 960.0           | 364.8 480.0           | 93.39 122.9                     | 46.69 61.44                     | 1.459 1.920                     | 96             | 3500                    | 24      | 960                     | GDDR6 384-bit                | 20000        | 355 W | PCIe 4.0 ×16            |

1. ↑  Die tamanho aproximado de todo o pacote MCM que consiste em um único GCD (Graphics Compute Die) e seis MCDs (Memory Cache Die).
Radeon RX 7900 XT tem apenas cinco MCDs ativos, um inativo é para suporte estrutural e dissipação de calor. O tamanho da matriz do GCD é de 306 mm2, o tamanho de cada MCD é de 37.5 mm2.[22]
2. 1 2 3  Valores de boost (se disponíveis) são indicados abaixo do valor base em itálico.
3. ↑  A taxa de preenchimento da textura é calculada como o número de Unidades de mapeamento de textura multiplicado pela velocidade básica (ou boost) do clock do núcleo.
4. ↑  A taxa de preenchimento de pixel é calculada como o número de Unidades de saída de renderização multiplicado pela velocidade de clock base (ou boost) do núcleo.
5. ↑  O desempenho de precisão é calculado a partir da velocidade básica (ou boost) do clock do núcleo com base em uma operação FMA.
6. ↑  Shaders Unificados: Unidades de Mapeamento de Textura: Unidades de Saída de Renderização, Aceleradores Ray e unidade de computação (CU)
7. ↑  As GPUs baseadas em RDNA 3 têm processadores de fluxo de emissão duplapara que até duas instruções de shader possam ser executadas por ciclo de clock sob certas condições de paralelismo.

### Mobile
| Modelo (Codinome)            | Data de lançamento   | Arquitetura Fab | Transistores e Tamanho da matriz | Core                    | Core        | Taxa de preenchimento | Taxa de preenchimento | Poder de processamento (TFLOPS) | Poder de processamento (TFLOPS) | Poder de processamento (TFLOPS) | Cache Infinito | Memória      | Memória                 | Memória                      | Memória      | TDP   | Interface de barramento |
| Modelo (Codinome)            | Data de lançamento   | Arquitetura Fab | Transistores e Tamanho da matriz | Config                  | Clock (MHz) | Textura (GT/s)        | Pixel (GP/s)          | Half                            | Single                          | Double                          | Cache Infinito | Tamanho (GB) | Largura de banda (GB/s) | Tipo e largura do barramento | Clock (MT/s) | TDP   | Interface de barramento |
| ---------------------------- | -------------------- | --------------- | -------------------------------- | ----------------------- | ----------- | --------------------- | --------------------- | ------------------------------- | ------------------------------- | ------------------------------- | -------------- | ------------ | ----------------------- | ---------------------------- | ------------ | ----- | ----------------------- |
| Radeon RX 7600S (Navi 33)    | 4 de janeiro de 2023 | RDNA 3 TSMC N6  | 13.3×109 204 mm2                 | 1792:112:64 28:56:28 CU | 1500 2200   | 168.0 246.4           | 96.00 140.8           | 21.50 31.54                     | 10.75 15.77                     | 0.336 0.493                     | 32 MB          | 8            | 256                     | GDDR6 128-bit                | 16000        | 75 W  | PCIe 4.0 ×8             |
| Radeon RX 7600M (Navi 33)    | 4 de janeiro de 2023 | RDNA 3 TSMC N6  | 13.3×109 204 mm2                 | 1792:112:64 28:56:28 CU | 1500 2410   | 168.0 269.9           | 96.00 154.2           | 21.50 34.55                     | 10.75 17.28                     | 0.336 0.540                     | 32 MB          | 8            | 256                     | GDDR6 128-bit                | 16000        | 90 W  | PCIe 4.0 ×8             |
| Radeon RX 7600M XT (Navi 33) | 4 de janeiro de 2023 | RDNA 3 TSMC N6  | 13.3×109 204 mm2                 | 2048:128:64 32:64:32 CU | 1500 2615   | 192.0 334.1           | 96.00 167.0           | 24.58 42.84                     | 12.29 21.42                     | 0.384 0.669                     | 32 MB          | 8            | 288                     | GDDR6 128-bit                | 18000        | 120 W | PCIe 4.0 ×8             |
| Radeon RX 7700S (Navi 33)    | 4 de janeiro de 2023 | RDNA 3 TSMC N6  | 13.3×109 204 mm2                 | 2048:128:64 32:64:32 CU | 1500 2500   | 192.0 320.0           | 96.00 160.0           | 24.58 40.96                     | 12.29 20.48                     | 0.384 0.640                     | 32 MB          | 8            | 288                     | GDDR6 128-bit                | 18000        | 100 W | PCIe 4.0 ×8             |

1. 1 2 3  Valores de boost (se disponíveis) são indicados abaixo do valor base em itálico.
2. ↑  A taxa de preenchimento da textura é calculada como o número de Unidades de mapeamento de textura multiplicado pela velocidade básica (ou boost) do clock do núcleo.
3. ↑  A taxa de preenchimento de pixel é calculada como o número de Unidades de saída de renderização multiplicado pela velocidade de clock base (ou boost) do núcleo.
4. ↑  O desempenho de precisão é calculado a partir da velocidade básica (ou boost) do clock do núcleo com base em uma operação FMA.
5. ↑  Shaders Unificados: Unidades de Mapeamento de Textura: Unidades de Saída de Renderização, Aceleradores Ray e unidade de computação (CU)

#### Desktop Workstation
| Modelo (Codinome)          | Data de lançamento e preço     | Arquitetura Fab                    | Chiplets (ativo) | Transistores e Tamanho da matriz | Core                      | Core        | Taxa de preenchimento | Taxa de preenchimento | Poder de processamento (TFLOPS) | Poder de processamento (TFLOPS) | Poder de processamento (TFLOPS) | Cache Infinito | Memória      | Memória                 | Memória                      | Memória      | TDP   | Interface de barramento |
| Modelo (Codinome)          | Data de lançamento e preço     | Arquitetura Fab                    | Chiplets (ativo) | Transistores e Tamanho da matriz | Config                    | Clock (MHz) | Textura (GT/s)        | Pixel (GP/s)          | Half                            | Single                          | Double                          | Cache Infinito | Tamanho (GB) | Largura de banda (GB/s) | Tipo e largura do barramento | Clock (MT/s) | TDP   | Interface de barramento |
| -------------------------- | ------------------------------ | ---------------------------------- | ---------------- | -------------------------------- | ------------------------- | ----------- | --------------------- | --------------------- | ------------------------------- | ------------------------------- | ------------------------------- | -------------- | ------------ | ----------------------- | ---------------------------- | ------------ | ----- | ----------------------- |
| Radeon Pro W7500 (Navi 33) | 3 de agosto de 2023 $429 USD   | RDNA 3 TSMC N6                     | —                | 13.3×109 204 mm2                 | 1792:112:64 28:56:28 CU   | 1700        | 190.4                 | 108.8                 | 24.37                           | 12.19                           | 0.381                           | 32 MB          | 8            | 172                     | GDDR6 128-bit                | 18000        | 70 W  | PCIe 4.0 ×8             |
| Radeon Pro W7600 (Navi 33) | 3 de agosto de 2023 $599 USD   | RDNA 3 TSMC N6                     | —                | 13.3×109 204 mm2                 | 2048:128:64 32:64:32 CU   | 2440        | 312.3                 | 156.2                 | 39.98                           | 19.99                           | 0.625                           | 32 MB          | 8            | 288                     | GDDR6 128-bit                | 18000        | 130 W | PCIe 4.0 ×8             |
| Radeon Pro W7800 (Navi 31) | 13 de agosto de 2023 $2499 USD | RDNA 3 TSMC N5 (GCD) TSMC N6 (MCD) | 1 × GCD 4 × MCD  | 57.7×109 ~531 mm2                | 4480:280:128 70:128:70 CU | 2525        | 707                   | 323.2                 | 90.50                           | 45.25                           | 1.414                           | 64 MB          | 32           | 576                     | GDDR6 256-bit                | 18000        | 260 W | PCIe 4.0 ×16            |
| Radeon Pro W7900 (Navi 31) | 13 de abril de 2023 $3999 USD  | RDNA 3 TSMC N5 (GCD) TSMC N6 (MCD) | 1 × GCD 6 × MCD  | 57.7×109 ~531 mm2                | 6144:384:192 96:192:96 CU | 2495        | 958.1                 | 479                   | 122.6                           | 61.32                           | 1.916                           | 96 MB          | 48           | 864                     | GDDR6 384-bit                | 18000        | 295 W | PCIe 4.0 ×16            |

1. ↑  Tamanho aproximado do molde de todo o pacote MCM que consiste em um único GCD (Graphics Compute Die) e seis MCDs (Memory Cache Die).
A Radeon Pro W7800 possui apenas quatro MCDs ativos, um inativo é para suporte estrutural e dissipação de calor.
2. 1 2 3  Valores de boost (se disponíveis) são indicados abaixo do valor base em itálico.
3. ↑  A taxa de preenchimento da textura é calculada como o número de Unidades de mapeamento de textura multiplicado pela velocidade básica (ou boost) do clock do núcleo.
4. ↑  A taxa de preenchimento de pixel é calculada como o número de Unidades de saída de renderização multiplicado pela velocidade de clock base (ou boost) do núcleo.
5. ↑  O desempenho de precisão é calculado a partir da velocidade básica (ou boost) do clock do núcleo com base em uma operação FMA.
6. ↑  Shaders Unificados: Unidades de Mapeamento de Textura: Unidades de Saída de Renderização, Aceleradores Ray e unidade de computação (CU)

### Processadores gráficos integrados (iGPs)
| Modelo           | Lançamento    | Codinome | Arquitetura & Fab | Tamanho da matriz | Core               | Core        | Taxa de preenchimento | Taxa de preenchimento | Poder de processamento (GFLOPS) | Poder de processamento (GFLOPS) | Poder de processamento (GFLOPS) | Cache  | Cache  | Cache | TDP     | Interface do barramento |
| Modelo           | Lançamento    | Codinome | Arquitetura & Fab | Tamanho da matriz | Config             | Clock (MHz) | Textura (GT/s)        | Pixel (GP/s)          | Half                            | Single                          | Double                          | L0     | L1     | L2    | TDP     | Interface do barramento |
| ---------------- | ------------- | -------- | ----------------- | ----------------- | ------------------ | ----------- | --------------------- | --------------------- | ------------------------------- | ------------------------------- | ------------------------------- | ------ | ------ | ----- | ------- | ----------------------- |
| Radeon 740M      | abril de 2023 | Phoenix  | RDNA 3 TSMC N4    | 178 mm2           | 4 CU 256:16:8:4    | 2500        | 40                    | 26.7                  | 2,560                           | 1,280                           | 80                              | 64 KB  | 512 KB | 2 MB  | 15–30 W | PCIe 4.0 ×8             |
| Ryzen Z1         | abril de 2023 | Phoenix  | RDNA 3 TSMC N4    | 178 mm2           | 4 CU 256:16:8:4    | 2500        | 40                    | 26.7                  | 2,560                           | 1,280                           | 80                              | 64 KB  | 512 KB | 2 MB  | 9–30 W  | PCIe 4.0 ×8             |
| Radeon 760M      | abril de 2023 | Phoenix  | RDNA 3 TSMC N4    | 178 mm2           | 8 CU 512:32:16:8   | 1000 2600   | 32 83.2               | 21.3 55.5             | 2,048 5,325                     | 1,024 2,662                     | 64 332.8                        | 128 KB | 1 MB   | 2 MB  | 15–54 W | PCIe 4.0 ×8             |
| Radeon 780M      | abril de 2023 | Phoenix  | RDNA 3 TSMC N4    | 178 mm2           | 12 CU 768:48:24:12 | 2700        | 129.6                 | 86.4                  | 8,294                           | 4,147                           | 259.2                           | 192 KB | 1.5 MB | 2 MB  | 15–54 W | PCIe 4.0 ×8             |
| Ryzen Z1 Extreme | abril de 2023 | Phoenix  | RDNA 3 TSMC N4    | 178 mm2           | 12 CU 768:48:24:12 | 2700        | 129.6                 | 86.4                  | 8,294                           | 4,147                           | 259.2                           | 192 KB | 1.5 MB | 2 MB  | 9–30 W  | PCIe 4.0 ×8             |

1. 1 2 3  Valores de boost (se disponíveis) são indicados abaixo do valor base em itálico.
2. ↑  A taxa de preenchimento da textura é calculada como o número de Unidades de mapeamento de textura multiplicado pela velocidade básica (ou boost) do clock do núcleo.
3. ↑  A taxa de preenchimento de pixel é calculada como o número de Unidades de saída de renderização multiplicado pela velocidade de clock base (ou boost) do núcleo.
4. ↑  O desempenho de precisão é calculado a partir da velocidade básica (ou boost) do clock do núcleo com base em uma operação FMA.
5. ↑  Shaders Unificados: Unidades de Mapeamento de Textura: Unidades de Saída de Renderização, Aceleradores Ray e unidade de computação (CU)
6. ↑  GPUs baseadas em RDNA 3 têm processadores de fluxo de emissão dupla para que até duas instruções de shader possam ser executadas por ciclo de clock sob certas condições de paralelismo.